# Trehøje, Mols
Trehøje är tre gravhögar från bronsåldern i nationalpark Mols Bjerge i  Syddjurs kommun i Danmark.
De är 127 meter höga och ligger i ett område med betesmark som kulturskyddades år 1895. Från gravhögarna är det fri utsikt åt alla håll.
Mer än 30 bronsåldersgravar har hittats i närheten av Trehøje, men de har inte undersökt arkeologiskt. Området har använts som betesmark sedan bronsåldern men aldrig odlats med moderna metoder. Spår av plöjning med årder syns fortfarande i landskapet.